# Reino Unido en la Segunda Guerra Mundial

Bandera del Reino Unido, más conocida como "Union Jack".

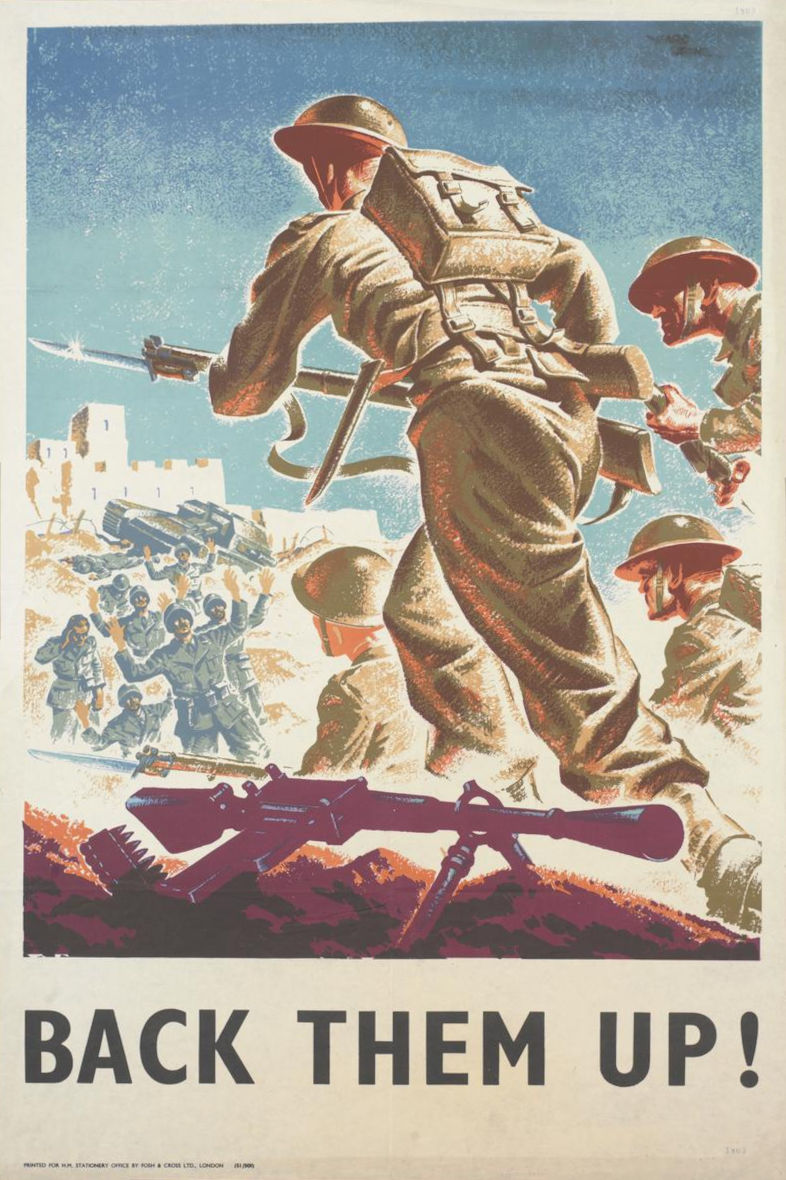
Cartel propagandístico británico de la Segunda Guerra Mundial.

La historia militar del Reino Unido en la Segunda Guerra Mundial abarca la lucha del Reino Unido en la Segunda Guerra Mundial contra las potencias del Eje, que comenzó el 3 de septiembre de 1939 con la declaración de guerra del Reino Unido y Francia, contra la Alemania nazi en respuesta a la invasión de Polonia por parte de Alemania. Sin embargo, la alianza anglo-francesa pudo hacer o hizo poco para ayudar a Polonia. La Guerra de broma terminó en abril de 1940 por la invasión alemana de Dinamarca y Noruega. Winston Churchill fue designado primer ministro y jefe de un gobierno de coalición en mayo de 1940. A esto le siguió la derrota de otros países europeos (Bélgica, los Países Bajos, Luxemburgo y Francia) junto con la Fuerza Expedicionaria Británica, lo que condujo a la evacuación de Dunkerque en junio de 1940.
Gran Bretaña y su imperio británico continuaron la guerra contra Alemania. Churchill contrató a la industria, científicos e ingenieros para asesorar y apoyar al gobierno y al ejército en la prosecución del esfuerzo bélico. La invasión planeada de Alemania al Reino Unido fue evitada por la Real Fuerza Aérea (RAF), que impidió a la Luftwaffe la superioridad aérea en la Batalla de Inglaterra, y por su marcada inferioridad en poder naval. Posteriormente, las áreas urbanas de Gran Bretaña sufrieron fuertes bombardeos durante el Blitz a fines de 1940 y principios de 1941. La Marina Real Británica intentó bloquear a Alemania y proteger a los buques mercantes en la Batalla del Atlántico. El Ejército británico contraatacó en el Mediterráneo y Oriente Medio, incluidas las campañas del norte de África y África oriental, y en los Balcanes.
El Reino Unido y los países aliados firmaron la Declaración del Palacio de St. James en junio de 1941, comprometiéndose a no firmar una paz separada con Alemania y estableciendo principios que sirvieran como base para una paz futura. Churchill acordó una alianza con la Unión Soviética en julio y comenzó a enviar suministros a la URSS. En agosto, Churchill y el presidente estadounidense Franklin Roosevelt habían redactado la Carta del Atlántico para definir los objetivos para el mundo de la posguerra. En diciembre, el Imperio del Japón atacó las posesiones británicas y estadounidenses con ofensivas casi simultáneas contra el sudeste asiático y el Pacífico central, incluido un ataque a la flota estadounidense en Pearl Harbor. Gran Bretaña y Estados Unidos declararon la guerra a Japón, iniciando la Guerra del Pacífico. Se formó la "Gran Alianza" del Reino Unido, los Estados Unidos y la Unión Soviética y Gran Bretaña y Estados Unidos acordaron una gran estrategia para la guerra: Europa primero. La Declaración de las Naciones Unidas redactada por Roosevelt y Churchill en Washington en diciembre de 1941 formalizó a los Aliados de la Segunda Guerra Mundial. El Reino Unido, los Estados Unidos y sus aliados sufrieron muchas derrotas desastrosas en la guerra de Asia y el Pacífico durante los primeros seis meses de 1942. El Frente Oriental entre la Unión Soviética y la Alemania nazi se convirtió en el mayor teatro de guerra jamás visto.
En 1943 se produjeron victorias reñidas en la campaña del norte de África, dirigida por el general Bernard Montgomery, y en la posterior campaña italiana. Las fuerzas británicas desempeñaron papeles importantes en la producción de señales de inteligencia Ultra, el bombardeo estratégico de Alemania y el desembarco de Normandía en junio de 1944. El fin de la Segunda Guerra Mundial en Europa se produjo el 8 de mayo de 1945, lograda por la Unión Soviética, los Estados Unidos, el Reino Unido y otros países aliados. La batalla del Atlántico fue la campaña militar continua más larga de la guerra.
La guerra del Pacífico, librada principalmente entre China, Estados Unidos y Japón, fue geográficamente el mayor teatro de operaciones de la guerra. En el teatro del sudeste asiático, la Flota Oriental británica llevó a cabo ataques en el océano Índico. El ejército británico lideró la campaña de Birmania para expulsar a Japón de la colonia británica. Involucró a un millón de tropas en su apogeo, extraídas principalmente de la India británica, la campaña finalmente tuvo éxito a mediados de 1945. La Flota Británica del Pacífico participó en la Batalla de Okinawa y en los ataques navales finales contra Japón. Científicos británicos contribuyeron al Proyecto Manhattan para diseñar un arma nuclear. La decisión de utilizar estas armas fue tomada por el Comité de Política Combinada Anglo-Americano y condujo a la rendición de Japón, que se anunció el 15 de agosto de 1945 y se firmó el 2 de septiembre de 1945.

## Inicio de la Segunda Guerra Mundial

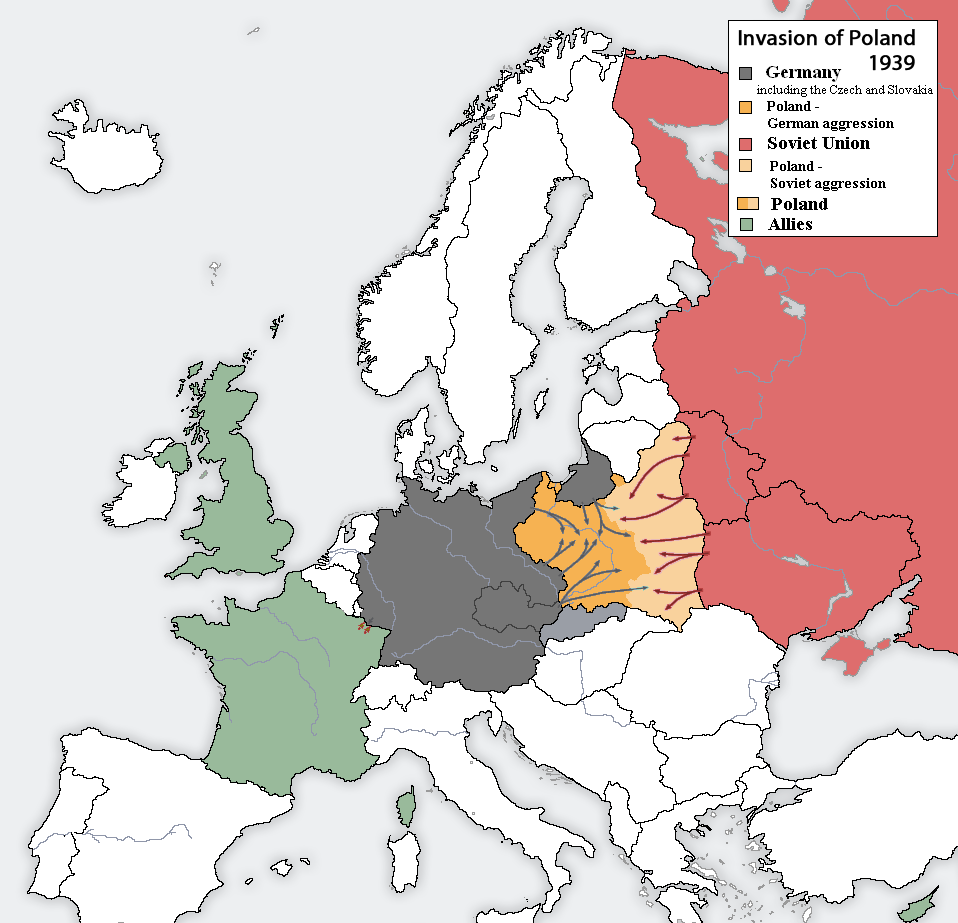
Europa al iniciarse la guerra en 1939.

El Reino Unido ya había insistido a Hitler a poner fin a su expansión luego de la anexión de Austria y la invasión de Checoslovaquia. Sin embargo, Alemania llevaría a cabo una invasión a gran escala sobre Polonia Occidental. El 1 de septiembre de 1939 inicia la operación sobre Polonia. Este ataque hizo que el Reino Unido junto a Francia le declararan la guerra inmediatamente a Alemania, iniciándose así la Segunda Guerra Mundial. A los 16 días la Unión Soviética también hizo un ataque a Polonia por el Oriente. 
La declaración de guerra tomaría por sorpresa a Hitler, pero eso no evitó que los nazis siguieran avanzando por territorio polaco, en donde realizaron masacres contra civiles judíos polacos. En menos de un mes, los nazis ya habían tomado el lado occidental de Polonia y habían devastado a su capital Varsovia. En primera instancia, pese a estar en guerra con los alemanes, los británicos no movilizaron tropas.

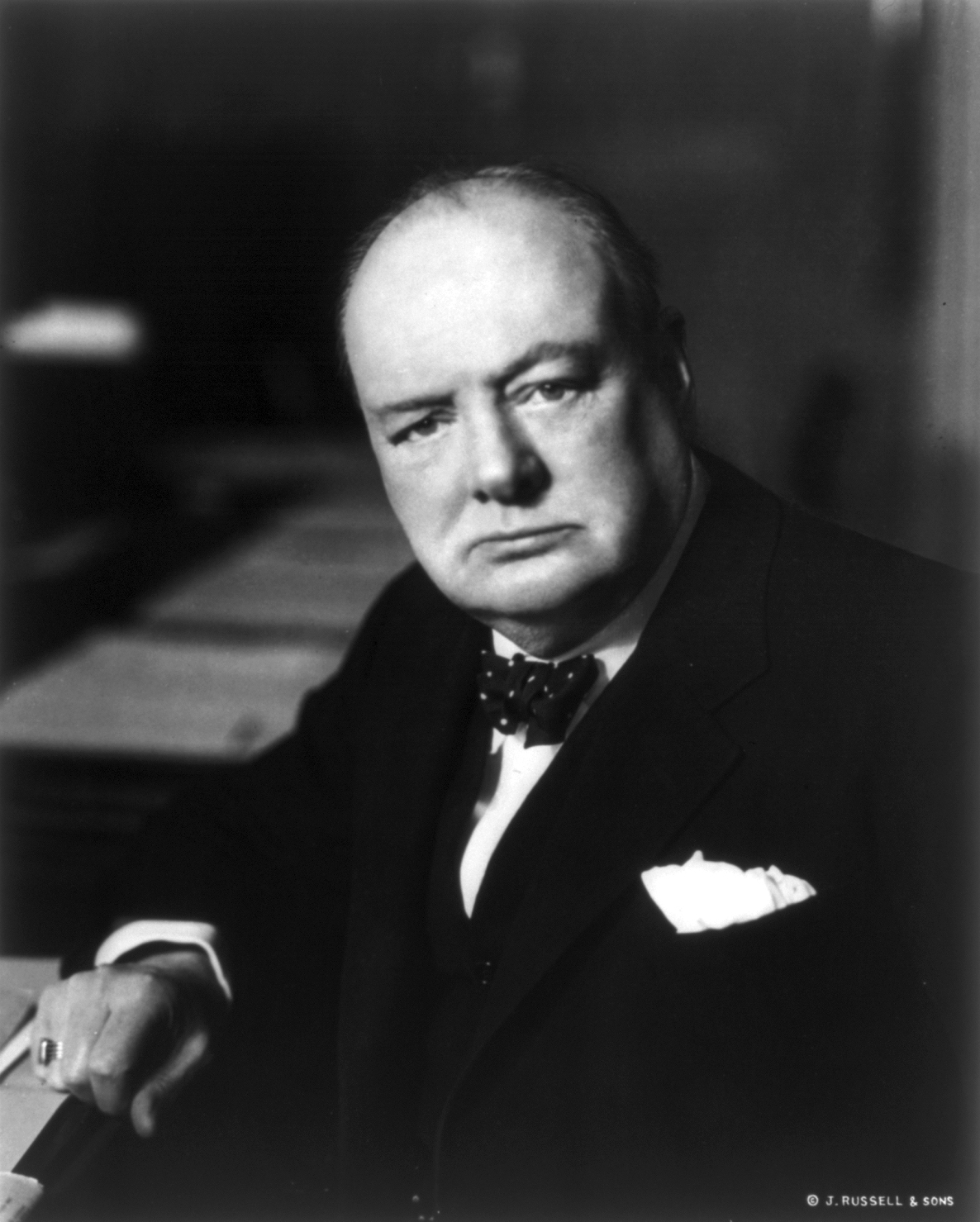
Winston Churchill fue el primer ministro británico durante la mayor parte de la Segunda Guerra Mundial.

Luego de estar meses sin combates, Alemania sigue su expansión invadiendo Noruega y Dinamarca. Los daneses cedieron al instante, pero los noruegos opusieron resistencia. Durante dos meses, en la llamada Campaña de Noruega, los británicos envían tropas a Noruega para luchar contra Alemania; finalmente, los británicos deciden retirarse de esta zona para ayudar a Francia; y Noruega es ocupada por los alemanes hasta el final de la guerra.

## Reino Unido en la batalla de Francia y la evacuación de Dunkerque

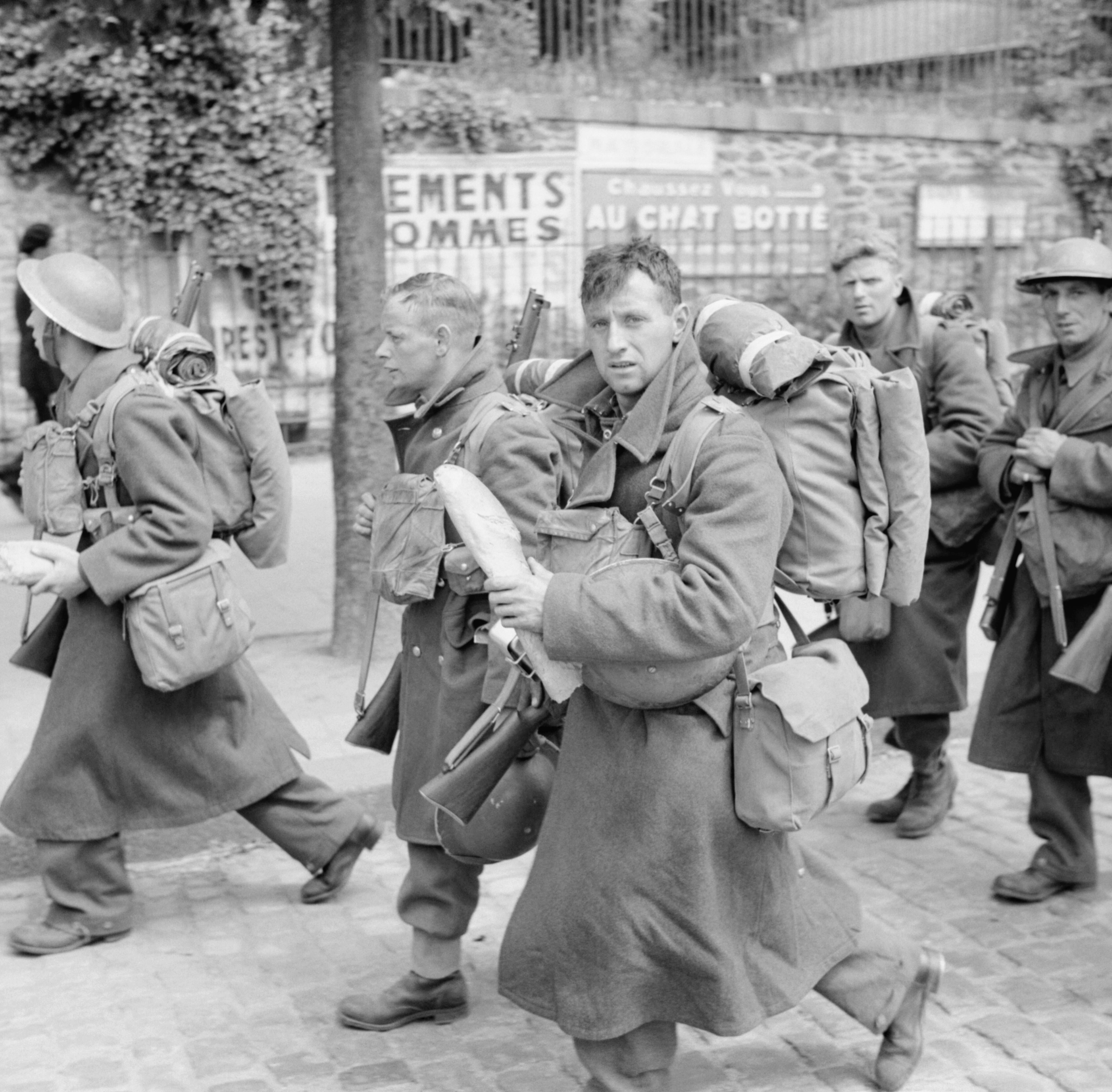
Tropas inglesas camino al puerto de Brest durante la evacuación de Francia, junio de 1940.

El Reino Unido envió tropas a Europa Occidental cuando los alemanes invadieron Bélgica, Luxemburgo, Países Bajos y Francia en mayo de 1940. Tras efectivas operaciones orientadas en la guerra relámpago, Alemania logró avanzar rápidamente por los primeros territorios, aunque eso implicó en la destrucción de la ciudad holandesa de Róterdam. La Fuerza Expedicionaria Británica avanzó hacia el norte de Bélgica e intentó detener el avance de los alemanes, pero estos últimos dominaban los territorios belgas rápidamente. Finalmente, las tropas británicas en territorio europeo fueron derrotadas. 
Luego de conquistar Bélgica, los alemanes entran en Francia a través de las Ardenas. Las tropas británicas, junto a las francesas, son acorraladas y retroceden hacia el norte de Francia. Los alemanes ya habían ocupado Francia, pero aún quedaban muchos soldados británicos y franceses en el territorio. Estas tropas para salvaguardarse debieron huir por el Canal de la Mancha desde la ciudad de Dunkerque hasta Inglaterra.
Durante este mismo periodo, Winston Churchill llega al poder en el Reino Unido, instando a no renunciar a la guerra y luchar hasta el final.

## La batalla de Inglaterra

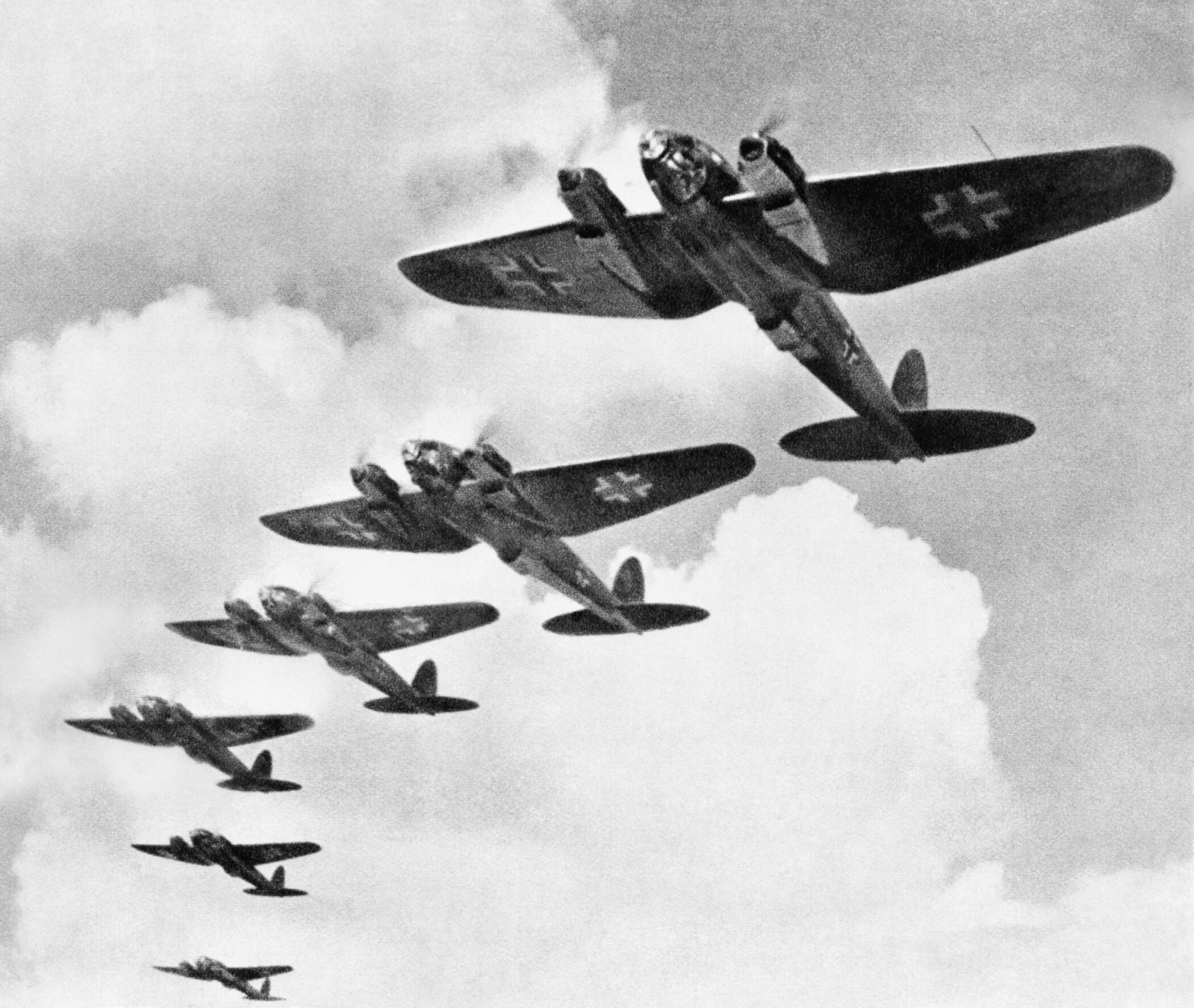
Aviones alemanes sobrevolando Inglaterra.

Para mediados de 1940, el Reino Unido era el único país europeo que significaba una amenaza para Alemania, además de ser prácticamente la única nación europea en resistirse a ella. Los nazis sabían del gran poder de los ingleses, así que idearon un plan de invasión conocido como Operación León Marino. Para poder invadir Gran Bretaña, los alemanes debían previamente atacar las instalaciones militares importantes de los británicos. Como sabían que no tenían posibilidad de anular a la marina británica, decidieron orientar sus ataques en contra de la fuerza aérea británica: la Real Fuerza Aérea británica. 
En julio de 1940, las aeronaves alemanas atacan instalaciones de radar y aeródromos británicos para debilitar su poder. En el mismo periodo, aviones de ambos bandos comenzaron a enfrentarse en lo que conoció como la batalla de Inglaterra. Tras semanas de batalla aérea, Churchill envió un ataque a la capital alemana Berlín, desencadenando la furia de Hitler. 
Tras el ataque británico sobre Alemania, los aviones nazis orientaron sus ataques directamente a las ciudades de Inglaterra, en lo que se conoció como el Blitz. En primera instancia, la Luftwaffe (fuerza aérea alemana) concentró su poder en Londres, la capital del Reino Unido. Los bombardeos sobre Londres devastaron la ciudad y mataron a miles de personas. Durante el mismo periodo (septiembre-noviembre), también hubo ataques contra Birmingham y Brístol, y los alemanes, en su afán de venganza, bombardearon ciudades reconocidas por su arquitectura y cultura como Exeter y Bath. 

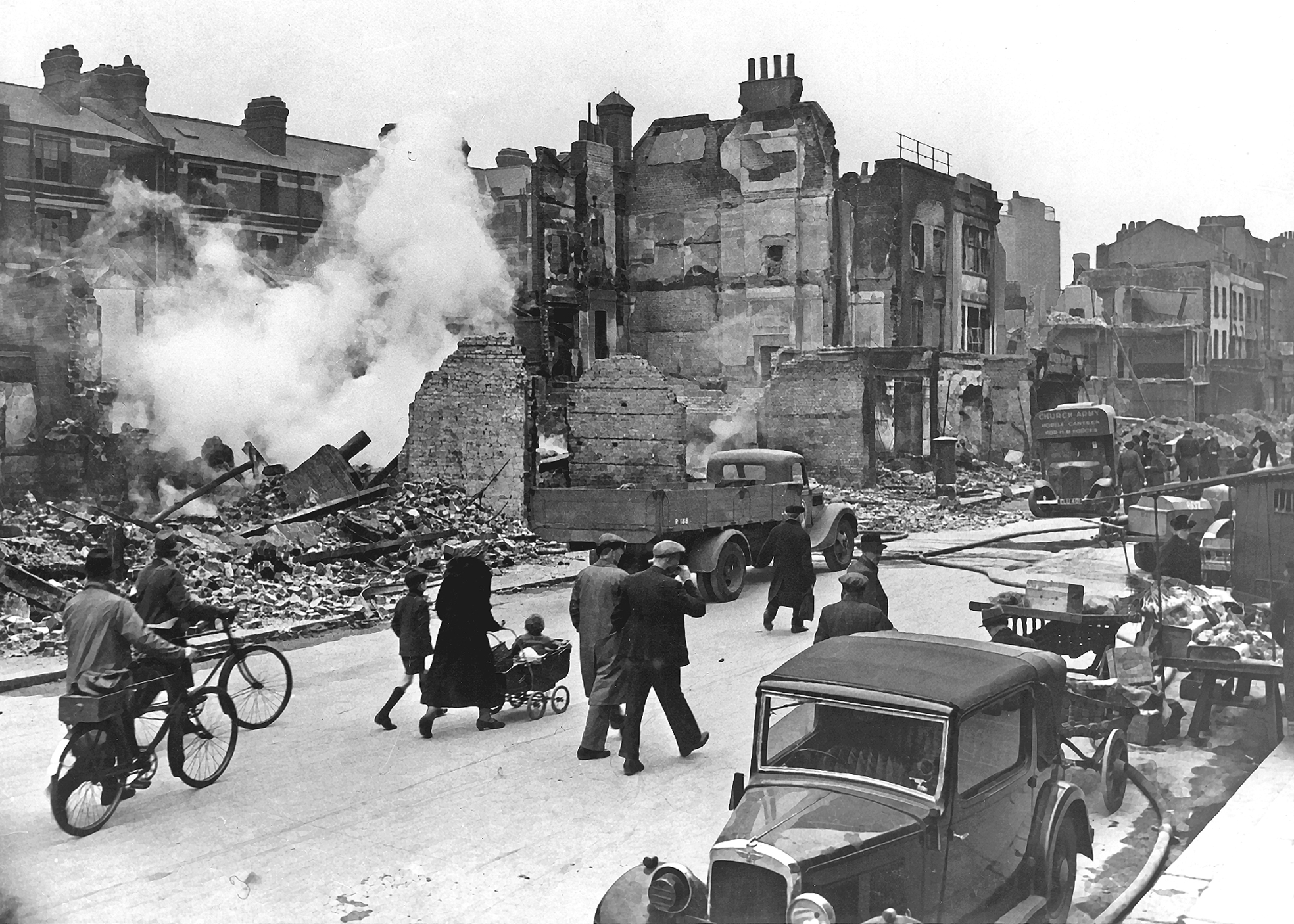
Londres devastada tras los bombardeos alemanes.

Posteriormente, los alemanes continuaron sus ataques aéreos entre noviembre de 1940 y febrero de 1941, alcanzando entonces a Coventry (con la destrucción casi total de esta pequeña ciudad), Birmingham, Liverpool, Plymouth, Mánchester, Sheffield y Hull, llegando la Luftwaffe a bombardear Belfast, en la isla de Irlanda. La ciudad de Londres siguió siendo atacada por la Luftwaffe, con menos frecuencia pero de forma más potente aún. El bombardeo sobre las ciudades británicas ya llevaba cerca de 43 000 muertes. 
Corrían los primeros meses de 1941, y los alemanes dominaban Francia, Polonia, Bélgica, Países Bajos, Luxemburgo, Checoslovaquia, Noruega y Dinamarca, pero no el Reino Unido. La resistencia británica era cada vez más férrea y potente. Los alemanes no conseguían hacer desistir a los británicos, que cada vez tenían mayor poder. La Real Fuerza Aérea británica se fortalecía con el tiempo; pilotos de casi todos los países del Imperio británico se unían a luchar junto a los británicos, los estadounidenses proporcionaban cada vez mayor armamento al Reino Unido por el Atlántico y Churchill, con su fuerte postura, se negaba a rendirse. Alemania, en tanto, se había visto enormemente retrasada y perjudicada; estaba gastando más de lo presupuestado en la contienda y estaba perdiendo muchas naves.
Ante el fracaso de la operación alemana, Hitler ordena detener el ataque sobre el Reino Unido en abril de 1941, para dirigir sus fuerzas a Grecia, en ayuda de su aliado Benito Mussolini de Italia.

## Los británicos en la batalla en los Balcanes y el Mediterráneo

La batalla de Grecia, una de los muchos teatros donde los británicos lucharon.

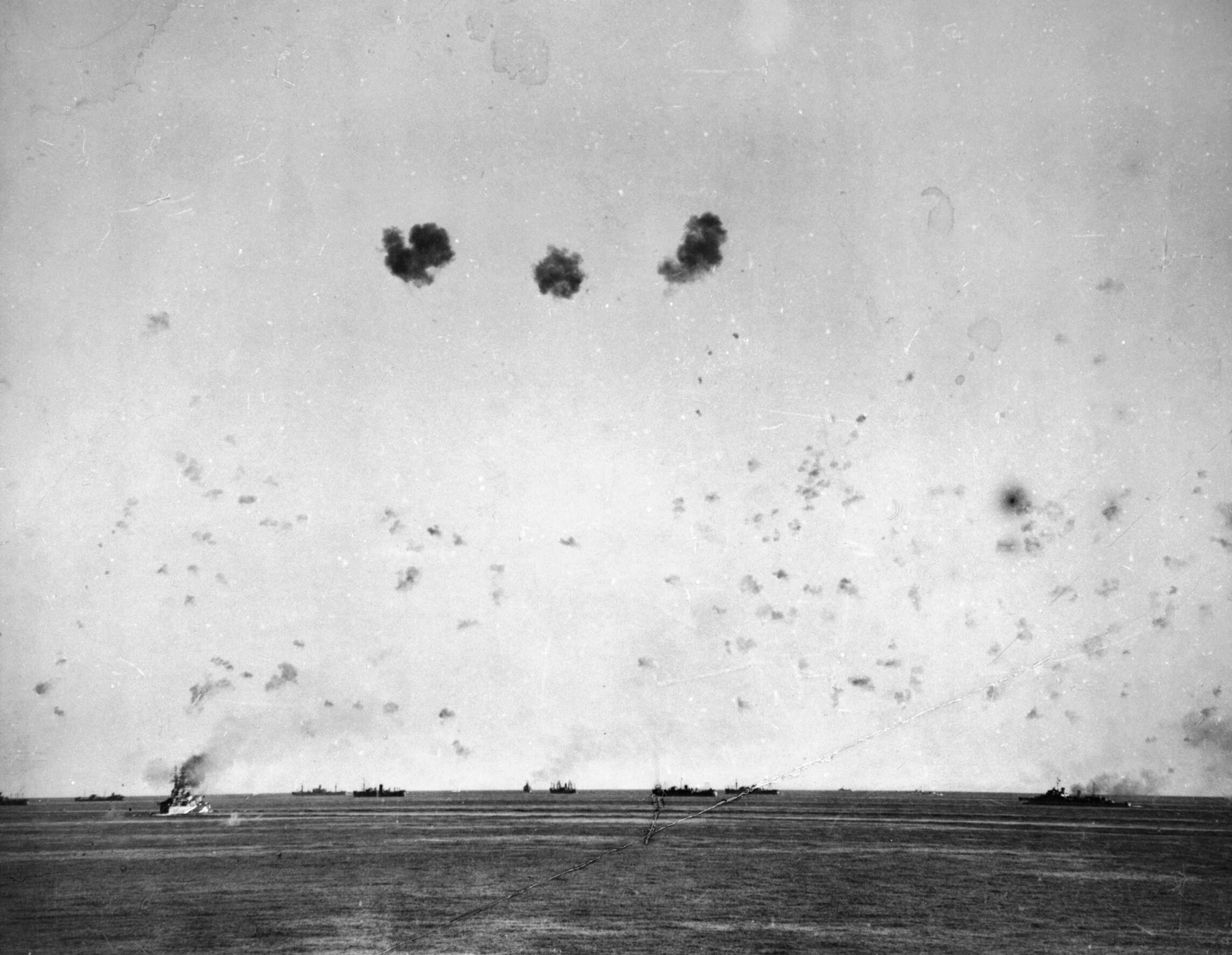
Convoy británico en camino al sitio de Malta bajo un intenso ataque aéreo durante la Operación Pedestal, 11 de agosto de 1942.

Durante 1940, las tropas británicas e italianas mantuvieron fuertes combates por la supremacía del Mediterráneo. Los británicos atacaban desde distintas bases en Gibraltar, Malta y Alejandría.
Más tarde, Reino Unido envió tropas a luchar junto a las del Reino de Grecia durante la invasión nazi del país. En mayo de 1941, Alemania entra en Grecia en ayuda de Italia, que había iniciado una fallida guerra en territorio griego en 1940. Los británicos habían prometido a los griegos ayuda militar en caso de una ofensiva por parte de los fascistas.
Tras un par de semanas de lucha, los griegos y los británicos no pueden ante el avance alemán, que tiene respaldo del Reino de Italia y del Reino de Bulgaria. Finalmente, las tropas del Reino de Grecia se rinden y su capital Atenas es ocupada. Las tropas británicas, en un número de 50 000, deben huir de la nación balcánica, pero no sin antes bombardear bases marítimas de los italianos en el Mediterráneo. Grecia, en tanto, es dividida en tres zonas de ocupación repartidas entre Alemania, Italia y Bulgaria.

## Reino Unido y la lucha por África

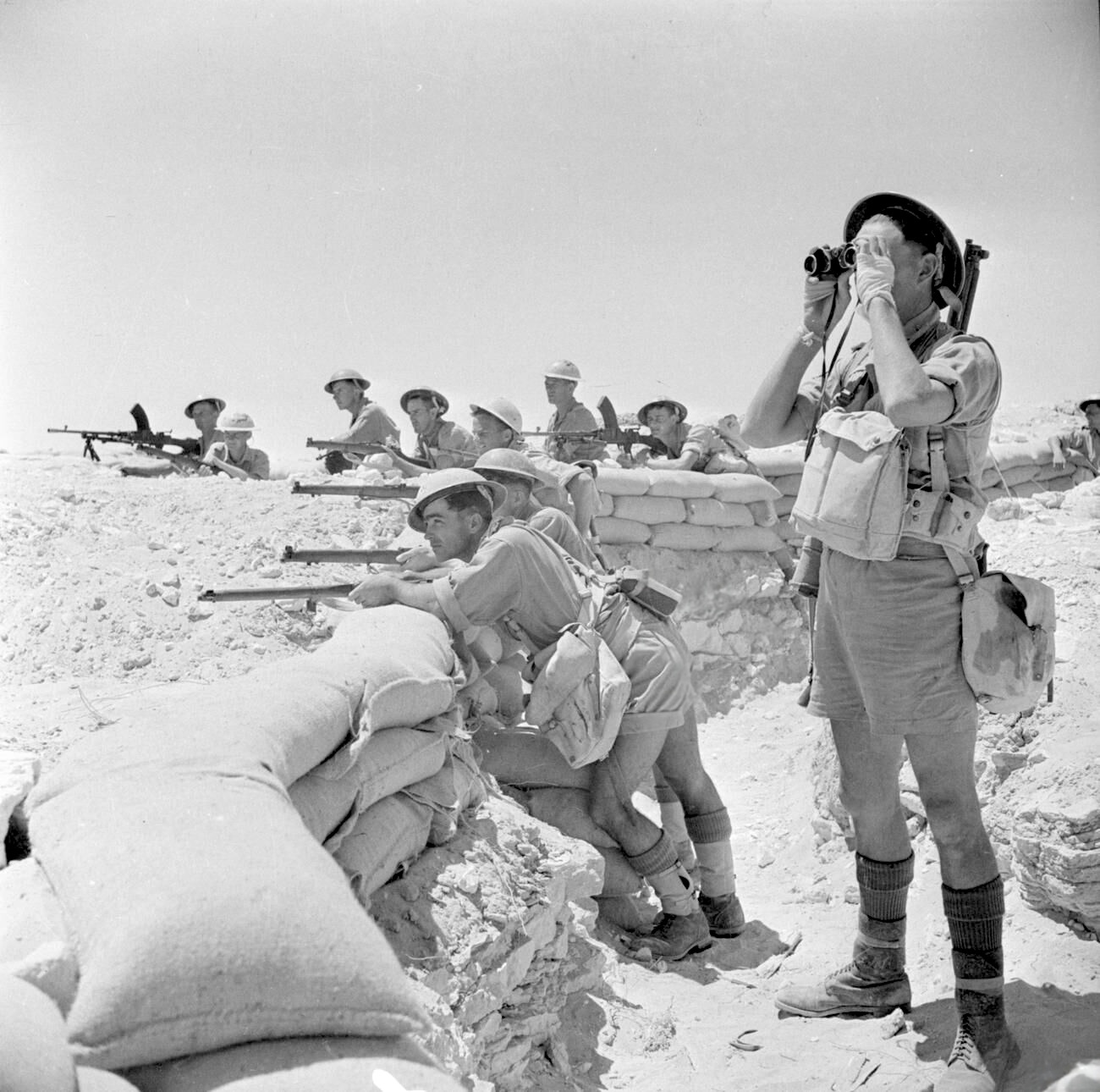
Soldados británicos en el norte de África.

El Reino Unido comenzó a temer del Reino de Italia debido a los intereses que tenía Benito Mussolini en las colonias británicas del norte y este de África. Italia, la más importante aliada de Alemania, quería convertirse en un gran imperio mundial dominando el Mediterráneo, parte de Europa occidental y el Norte de África, pero para poder ocupar dichos territorios debería enfrentar encarnizadas batallas contra los británicos.
Aprovechando el mal momento del Reino Unido debido a los bombardeos alemanes, los italianos decidieron lanzar ofensivas en África para tener el control de la zona. Cabe destacar que años antes, en 1935, Italia invadió Etiopía y la Somalia británica sin previa declaración de guerra. Ya cuando la Segunda Guerra Mundial había comenzado, los combates por el dominio se intensificaron. En 1940, los italianos lanzan una ofensiva en el este de África invadiendo la Somalia Británica, que dominan en pocas semanas debido al poco contingente militar británico en la zona. 
Por otro lado, debido a la captura alemana de Francia, los británicos comienzan a desconfiar de las tropas francesas y temen una ofensiva de estas en su contra. Alemania domina la mayor parte de Francia y rápidamente somete a su ejército, obligándolos a combatir de su lado. Es así, como Reino Unido ataca acorazados franceses para evitar que Alemania se apoderara de los navíos; el hecho distanció a los británicos y a los franceses, que tan aliados habían sido. La llamada Francia de Vichy, la porción sur de Francia que no estaba ocupada por los alemanes, decide colaborar con Alemania, ya que temen que los nazis emprendan acciones militares en su contra. Tras que las fuerzas francesas se unieran a los alemanes, Reino Unido lanza ofensivas en las colonias francesas al occidente de África. Durante 1940, la Francia de Vichy y Reino Unido luchan arduamente. En el África Ecuatorial Francesa, los británicos logran una victoria aplastante, pero en Dakar, pierden y son obligados a retirarse. A pesar de la alianza francesa-alemana, una facción de franceses en el exilio adiestra a un ejército en el Reino Unido y lideran la llamada Francia Libre, que está en contra de la ocupación alemana y luchan junto a los británicos.

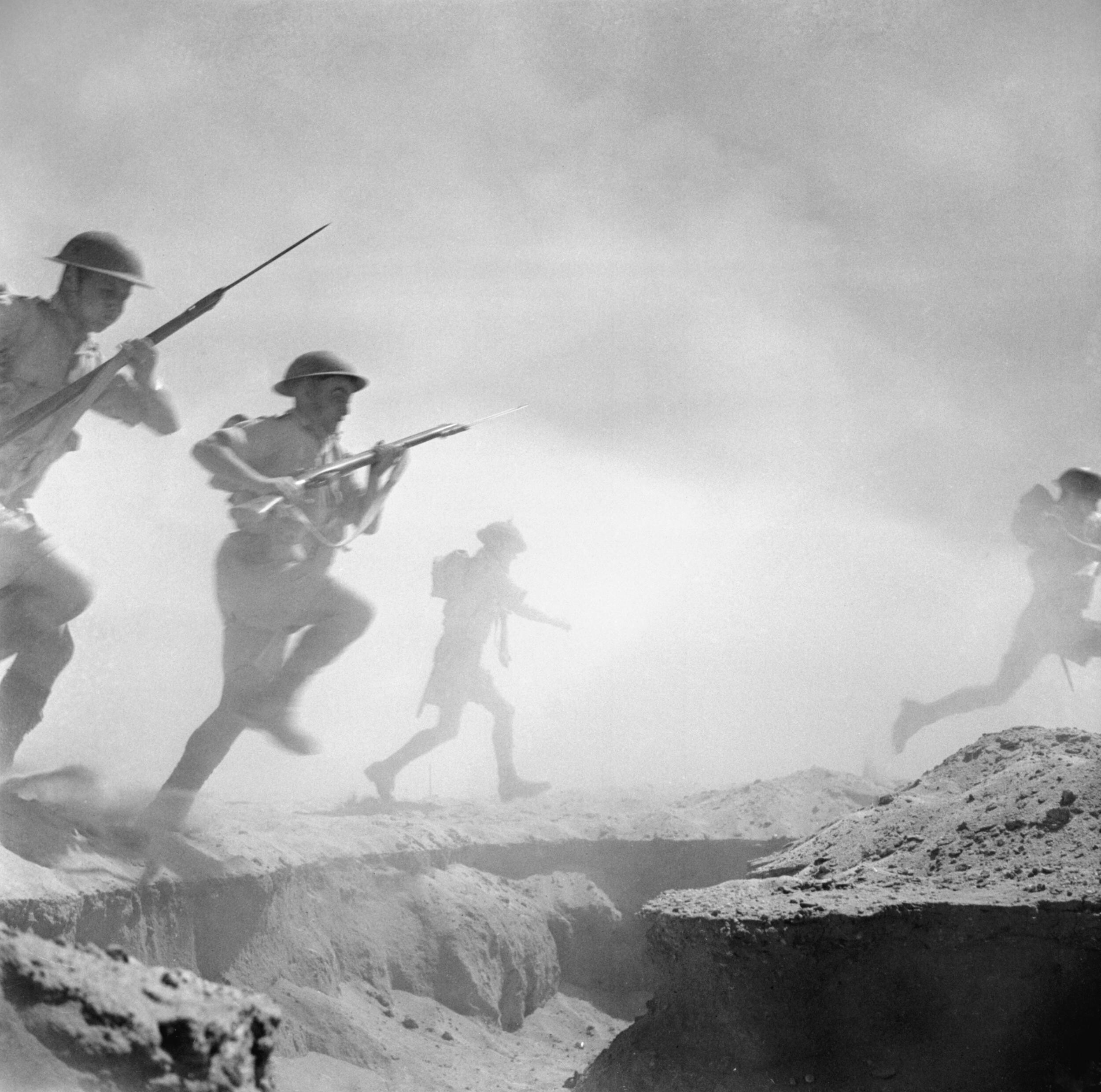
Tropas británicas avanzando en el Alamein.

El general Montgomery observa a sus tropas británicas avanzando en tanques.

En septiembre de 1940, el Reino de Italia entra en el Reino de Egipto desde la Libia italiana para atacar las bases británicas. Esta ofensiva fue muy importante ya que inició una lucha que se mantendrá durante gran parte de la guerra y que dejará al norte de África como uno de los principales frentes de batalla. Los italianos logran avanzar, dominando Sidi Barrani y atrincherándose en el país árabe. Las tropas mussolinianas pretendían la captura del Canal de Suez, que era muy importante para Reino Unido por ser el medio de transporte hacia Asia. Los británicos vieron entonces a los italianos como una tremenda amenaza, enviando a miles de hombres a combatir. Durante meses se libra una gigantesca batalla en el desierto entre ingleses e italianos, costando numerosas bajas para ambos bandos. 
En 1941, tras que los italianos sufrieran grandes pérdidas, Alemania decide ayudar a Italia enviando al mariscal Erwin Rommel junto a sus soldados, los Afrika Korps, a luchar contra el Reino Unido. Desde entonces, se abre un inmenso frente en la contienda. Reino Unido, por su parte, inicia avances estratégicos en zonas cercanas como Oriente Medio, donde logra invadir el Mandato francés de Siria y el Mandato francés del Líbano, además de ocupar el Reino de Irak e Irán por su petróleo. Así, conseguía más materias primas para combatir.
A comienzos de 1942, las Potencias del Eje (Alemania e Italia) logran victorias tácticas, como la ocurrida en la batalla de Gazala, donde los fascistas derrotan a los británicos. Al tiempo en que los alemanes e italianos toman Tobruk. Sin embargo, Estados Unidos ha entrado a la Segunda Guerra Mundial, dando su total apoyo al Reino Unido. 
Los británicos lanzan ofensivas de resistencia en El Alamein, donde se libran los combates más decisivos de la guerra en África. En primera instancia, se libró la Primera Batalla de El Alamein, donde los británicos consiguen estabilizar el frente y frenar el avance del Eje en el Reino de Egipto, al mismo tiempo, consiguen ganar la batalla en Alam Halfa. En octubre de 1942, comienza la Segunda Batalla de El Alamein al mando del general Bernard Montgomery. En la contienda, los británicos consiguen increíbles victorias y comienzan a hacer retroceder sistemáticamente a los alemanes. Subsecuentemente, los alemanes realizan una retirada hacia Túnez.
En noviembre de 1942, Reino Unido, junto a Estados Unidos y tropas francesas libres, desembarcan en Túnez y la Argelia francesa (Operación Torch), comenzando a derrotar paulatinamente a las fuerzas del Eje. Las tropas de la Alemania, el Reino de Italia y la Francia de Vichy intentan ganar, pero solo consiguen retrasar momentáneamente a las fuerzas aliadas. Finalmente, en mayo de 1943, los británicos y sus aliados acorralan a las Potencias del Eje y logran su rendición en el Norte de África.

## La situación del Reino Unido en el Pacífico

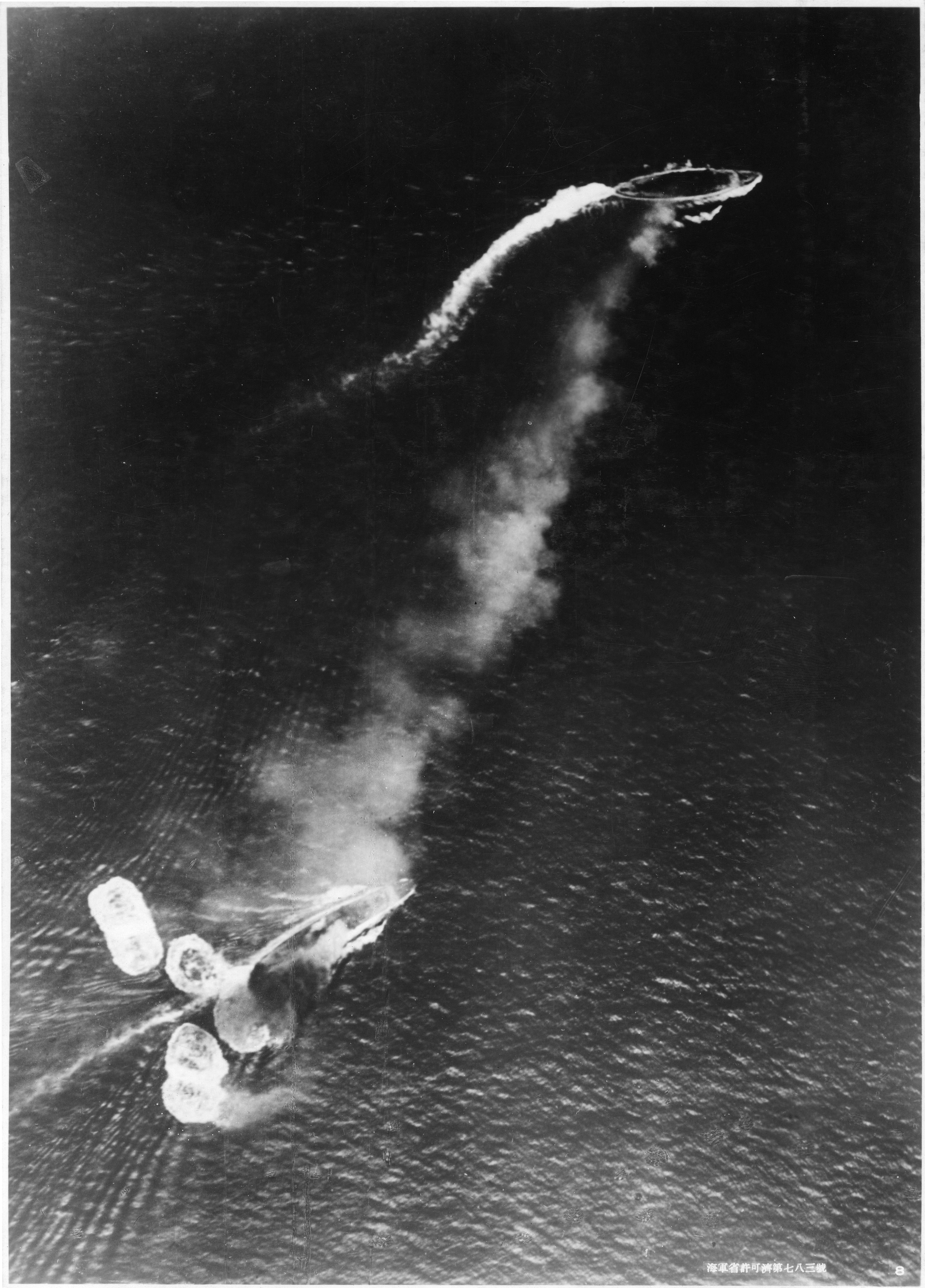
El hundimiento del HMS Prince of Wales y del HMS Repulse tras ser atacados por la aviación japonesa en el pacífico fue la mayor pérdida de vidas de la Marina Real británica en la guerra.

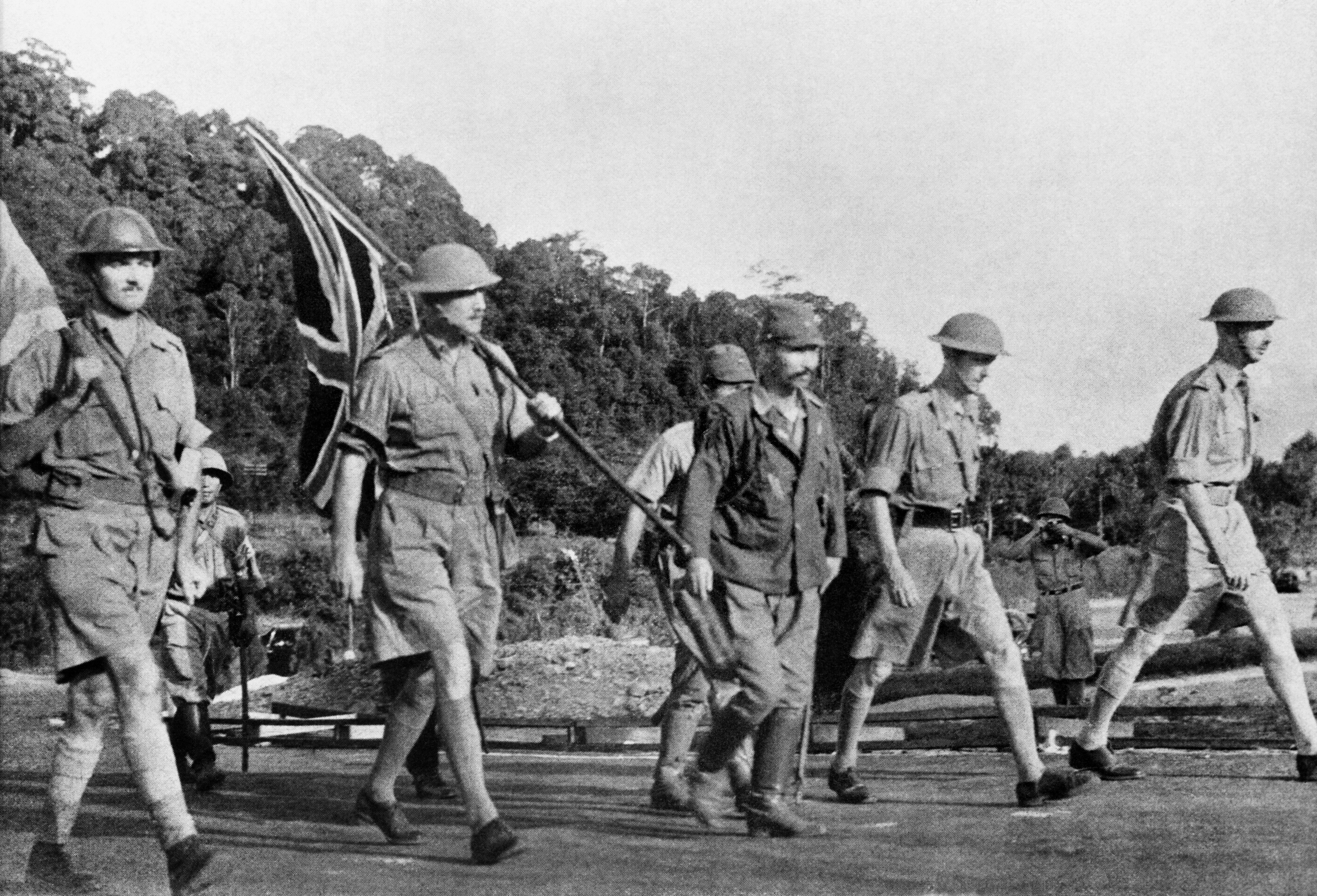
La rendición en Singapur de 80.000 soldados británicos ante los japoneses fue la peor catástrofe de los británicos en toda la guerra.

La situación del Reino Unido se vio gravemente dañada en el océano Pacífico debido al violento y rápido expansionismo de Japón. El Imperio de Japón, que se había aliado con Alemania e Italia, deseaba tener un gran imperio en el Pacífico y Asia, pero para eso debió invadir y atacar Territorios Británicos de Ultramar. En esta campaña Reino Unido se enfrentará a sus dos peores derrotas en la guerra: en tierra la rendición en Singapur de 80.000 soldados británicos ante los japonenses fue la peor catástrofe de los británicos en toda la guerra y en el mar el hundimiento del HMS Prince of Wales y del HMS Repulse tras ser atacados por la aviación japonesa en el pacífico fue una de las peores pérdida de vidas de la Marina Real británica durante el conflicto.
El 7 de diciembre de 1941, luego del sorpresivo Ataque a Pearl Harbor, Japón ataca e invade la colonia británica de Hong Kong, teniendo un avance rápido y dominándola al instante. Los japoneses siguieron su invasión en las colonias británicas de la Malasia británica, Borneo, y la Birmania británica. 
Más tarde, en febrero de 1942, los japoneses entran en la gran fortaleza del Imperio británico en el Pacífico: Singapur. Los británicos llevaron acorazados a defender a Singapur de la invasión, pero Japón los hundió y sometió a la colonia británica de inmediato. Churchill consideró la derrota en Singapur como una de las derrotas británicas más humillantes de toda la historia.
El 5 de abril de 1942 los cruceros pesados ingleses HMS Dorsetshire y HMS Cornwall:fueron hundidos a la vez por aviones japoneses, y cuatro días después también era hundido el portaaviones británico HMS Hermes. Las pérdidas de los británicos hicieron que el poderío del Reino Unido en los mares del océano Pacífico terminara. Sin embargo, los Estados Unidos, que habían entrado en la guerra después del ataque a Pearl Harbor, seguirían luchando contra los japoneses en el Pacífico hasta derrotarlos en 1945, siendo las colonias británicas devueltas al Reino Unido.

## Reino Unido en la batalla del Atlántico

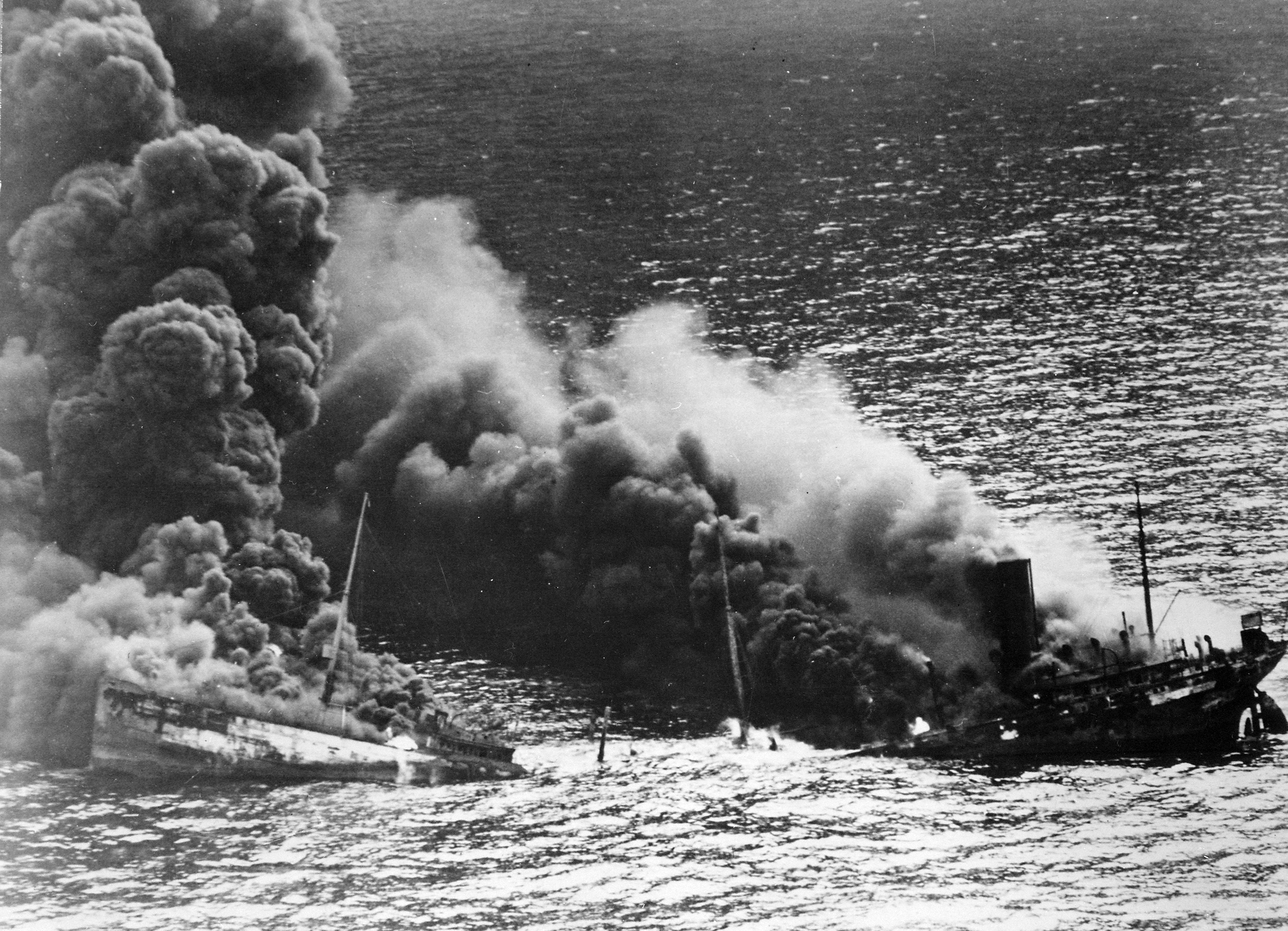
El Monagas, buque petrolero venezolano hundido en 1942 por submarinos alemanes durante la Operación Westindien.

Desde un comienzo, el océano Atlántico fue un escenario de combates para el Reino Unido durante la Segunda Guerra Mundial. En 1939, los alemanes comenzaron de inmediato a atacar barcos británicos que transportaban mercancía; cortando las líneas de suministro. 
En 1940, los ataques aumentaron de forma creciente. Los alemanes inauguraron sus efectivos U-boot, submarinos capaces de destruir acorazados británicos y que en los primeros años de guerra hundieron miles de toneladas de barcos mercantes del bando enemigo. Todo el Atlántico se volvió un lugar peligroso e infestado por estos submarinos destructores, incluso en las cercanías de Sudamérica, Alemania había hundido acorazados británicos que se encontraban cerca de Uruguay, punta del este. El Reino Unido se mostró preocupado porque gran parte del armamento importado era transportado en barcos que cruzaban dicho océano; el mismo Churchill admitió que los submarinos alemanes fueron uno de sus principales temores durante la guerra. 
Al mismo tiempo, Estados Unidos autorizó el envío sistemático de armamento al Reino Unido por el Atlántico, siendo hundidos la mayor parte de los barcos americanos. Alemania había fortalecido su marina y estaba dispuesta a acabar con los barcos enemigos a toda costa. Los meses pasaban y las batallas en el océano continuaban. Los alemanes habían logrado hundir gran cantidad de acorazados británicos. En mayo de 1941, el acorazado alemán Bismarck logró hundir importantes naves aliadas, pero finalmente fue destruido por otro acorazado británico.

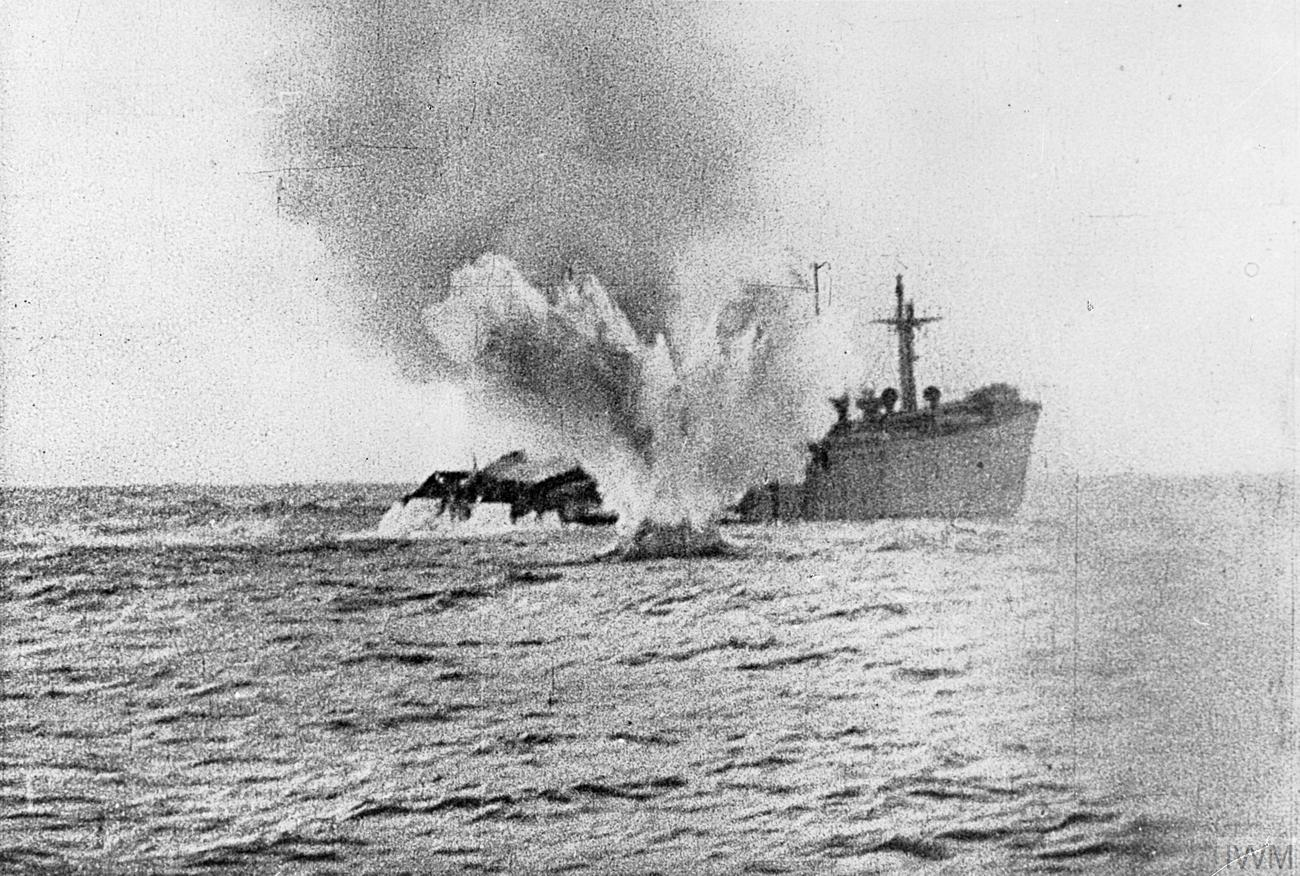
Barco británico tras ser torpedeado por los alemanes.

La entrada oficial de los Estados Unidos en la guerra no fue en primera instancia tan alentadora para el Reino Unido, ya que los alemanes lograron hundir muchas naves aliadas en la costa este estadounidense. Pero con la llegada de 1942, el panorama en el océano comenzó a cambiar.  El 9 de mayo de 1942, el destructor HMS Bulldog capturó un sumergible alemán y recobró, completa e intacta, una máquina Enigma, un ingenio de cifrado. La máquina se llevó a Bletchley Park, Reino Unido, donde se utilizó para descifrar el código concreto utilizado por los U-bootes alemanes. Desde entonces los Aliados disfrutaron de ventaja, ya que podían interceptar y comprender algunas de las comunicaciones por radio alemanas, dirigiendo sus fuerzas navales al lugar donde podían ser más efectivas.
Con la capacidad de interceptar las comunicaciones, los ingleses comenzaron a ganar junto a los estadounidenses en el Atlántico. En diciembre de 1942, tuvo lugar una decisiva batalla importante entre la Royal Navy y la Armada Alemana. En la batalla de Cabo Norte, el último crucero de batalla alemán, el Acorazado Scharnhorst, fue hundido por el HMS Duke of York, HMS Belfast y varios destructores. El momento en el que dio un vuelco la batalla del Atlántico fue a principios de 1943, cuando los Aliados refinaron sus tácticas navales, haciendo un uso efectivo de su nueva tecnología para contrarrestar los ataques de los sumergibles. Los Aliados producían barcos más rápidamente de lo que los u-bootes lograban hundirlos y sus acorazados atacaban con mucha más potencia. El desarrollo y mejora de la guerra antisubmarina significó la esperanza de Inglaterra y los aliados, que fueron ganando sucesivas batallas en los dos años restantes de la guerra.

## Los británicos en la captura de Italia

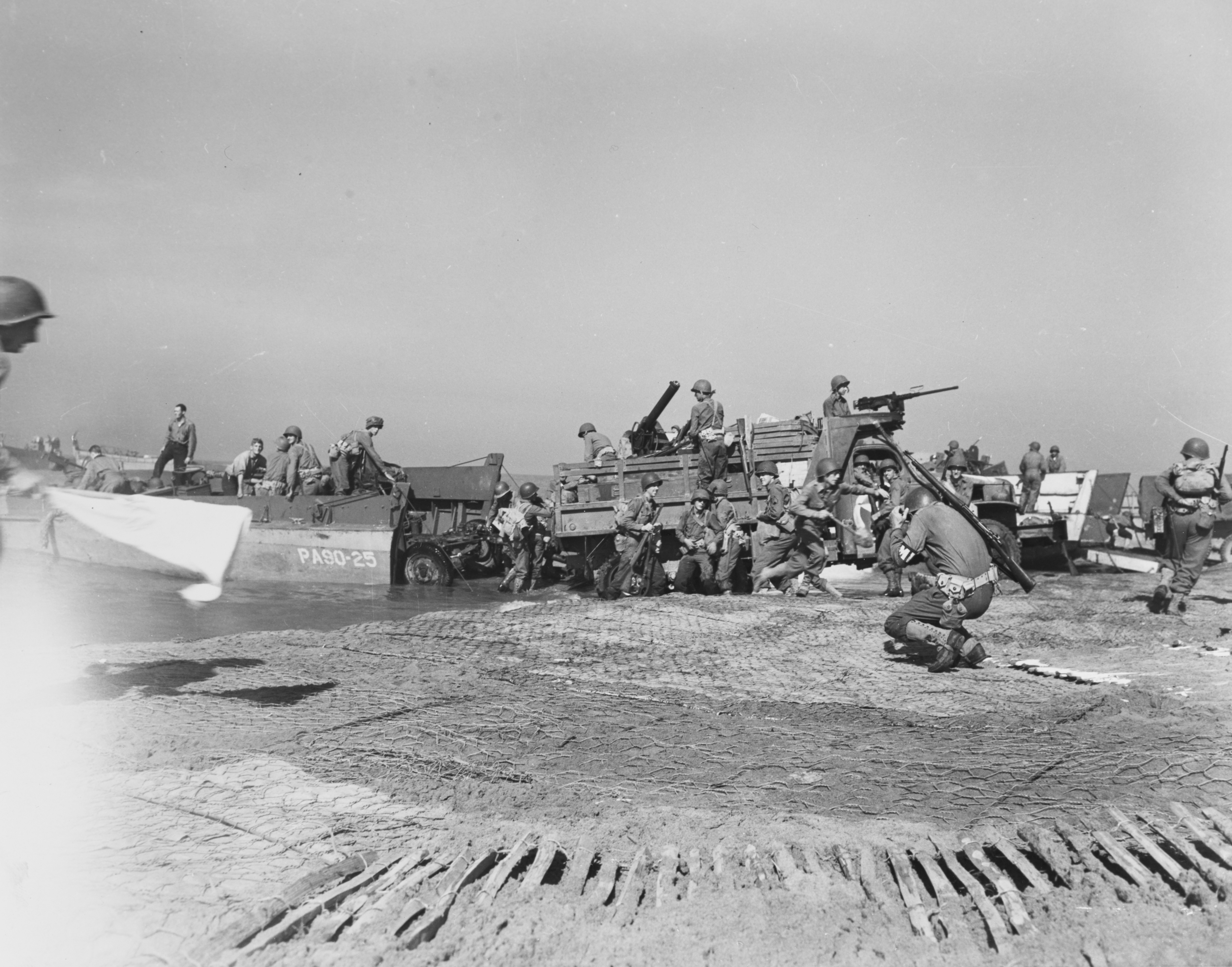
Tropas británicas entrando en Italia.

Los aliados estaban ganando terreno en la Segunda Guerra Mundial y decidieron invadir al que para ellos era el más débil de los tres países del Eje: El Reino de Italia. Tras la derrota del Eje en el norte de África, Reino Unido junto a tropas estadounidenses invaden la isla de Sicilia el 10 de mayo de 1943 (Operación Husky), ocupándola por más de un mes. La invasión aliada de territorio italiano provoca la caída de la Italia fascista que, el 24 de julio, el rey de Italia Víctor Manuel III ordene la detención de Mussolini y nombra al mariscal Badoglio nuevo presidente del país. El nuevo gobierno italiano va a iniciar enseguida conversaciones para una paz con los Aliados que culminarán el 3 de septiembre cuando el Reino de Italia firme la rendición, habiendo sido mantenidas en secreto para no alertar a Hitler. 
Tras cruzar Mesina, la fuerza principal aliada desembarca en Salerno. Sin embargo, Alemania se da cuenta de todas formas de la traición de sus aliados italianos. Los nazis rechazan la situación y ordenan la invasión de Italia desde el norte. Ante esta contraofensiva las fuerzas aliadas tienen que luchar duramente contra las tropas alemanas. Mientras tanto, paracaidistas alemanes consiguen liberar a Mussolini y Hitler le coloca como cabeza del nuevo Estado fascista del norte de Italia, con capital en Milán. 
Mientras, los Aliados redirigen sus esfuerzos hacia Nápoles, haciendo retroceder lentamente a los alemanes del sur de Italia. Estos sin embargo acabarían organizando una tenaz línea de defensa a la altura de la ciudad de Cassino, a unos 100 km al sureste de Roma. Esta línea, llamada la Línea Gustav, conseguirá detener a los Aliados desde diciembre de 1943 hasta mayo de 1944. Los Aliados libran una serie de cruentas batallas para asaltar esta línea (batalla de Montecassino).
Tras atravesar la Línea Gustav los Aliados entran en Roma y el ejército alemán se retira en orden hacia el norte de Italia, donde consigue atrincherarse en otra línea de defensa, la Línea Gótica, resistiendo los ataques aliados. 
La ofensiva final aliada comenzó el 9 de abril de 1945, consiguiendo penetrar totalmente en el frente alemán y ocupar toda la llanura del Po. Las tropas alemanas trataron de retirarse a los Alpes pero la guerra ya está tocando a su fin. El 28 de abril, Mussolini y su amante Clara Petacci intentan huir a Suiza pero por el camino fueron capturados por partisanos italianos que les fusilaron, colgando sus cadáveres de los pies en la Piazzale Loreto de Milán. El ejército alemán en Italia se rindió finalmente el 2 de mayo de 1945.
Los británicos fueron el país que más tropas envió en la campaña de Italia.

## El Desembarco en Normandía y el avance aliado en Europa

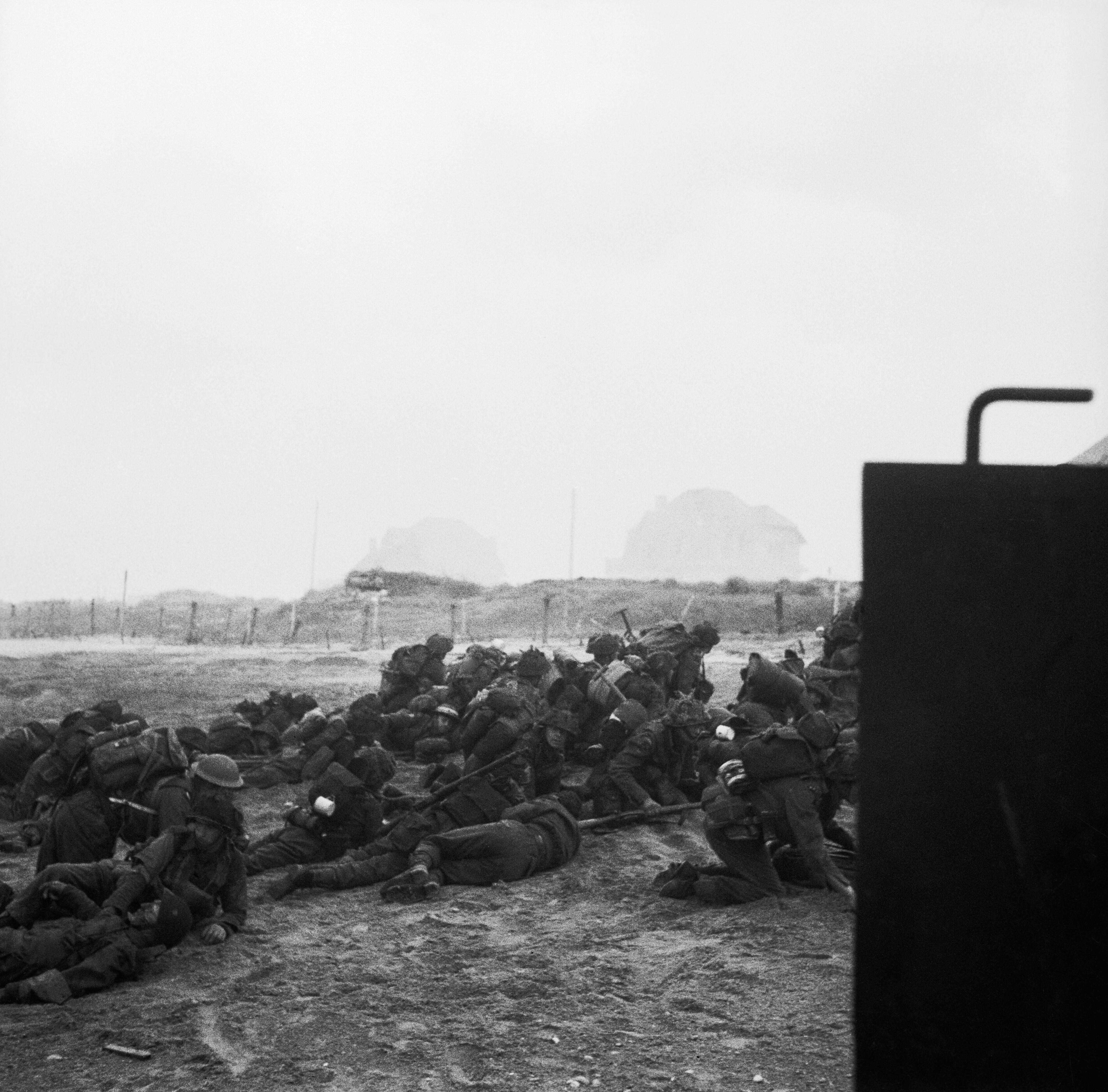
Soldados del Reino Unido en una playa francesa.

Durante 1944, se habían iniciado en Reino Unido planes para invadir Europa. El plan se hizo efectivo cuando el mayor desembarco militar de la historia tuvo lugar en la región francesa de Baja Normandía, el 6 de junio de 1944, en un territorio que aún estaba bajo dominio alemán. Aunque en un número menor que el de Estados Unidos, los británicos igual contribuyeron enormemente en el desembarco: más de 600 000 británicos participaron en la operación, la mayor movilización de hombres en la historia del Reino Unido.
Los aliados fueron recibidos por balas y bombas alemanas, pero esto no impidió que ellos avanzaran. Los británicos y estadounidenses, que eran ayudados también por canadienses y franceses libres, lucharon arduamente en el norte de Francia, dejando una devastación enorme en las ciudades francesas. Los combates fueron ganados uno por uno por los aliados, que eran mayores en número.  Se había desvanecido cualquier esperanza que tuviesen los alemanes de contener el avance aliado en Francia, formando una nueva línea defensiva. Los aliados se precipitaron por toda Francia, avanzando 1000 kilómetros en dos semanas. Las fuerzas alemanas se retiraron hacia otros puntos de Francia, Países Bajos y Bélgica. Las fuerzas aliadas estacionadas en Italia invadieron la Riviera francesa el 15 de agosto de 1944, y enlazaron con las fuerzas de Normandía, haciendo más rápida y efectiva la ocupación aliada del territorio francés.
Las tropas aliadas, en su mayoría del Reino Unido y Estados Unidos, consiguieron debilitar a los alemanes por todo el territorio francés. En tanto, la resistencia francesa logró alzarse contra la ocupación de Alemania en la capital París, logrando expulsar a los alemanes el 25 de agosto. 
La liberación de Francia dio paso a que las tropas aliadas siguiera su avance, pero esto se vio retrasado momentáneamente por una ofensiva alemana en las Ardenas. El combate le costó la vida solo a 200 británicos, pero a cerca de 18 000 estadounidenses. Sin embargo, la batalla de las Ardenas terminó en una nueva derrota más para Alemania, consiguiendo la liberación de Bélgica, Países Bajos y Luxemburgo.

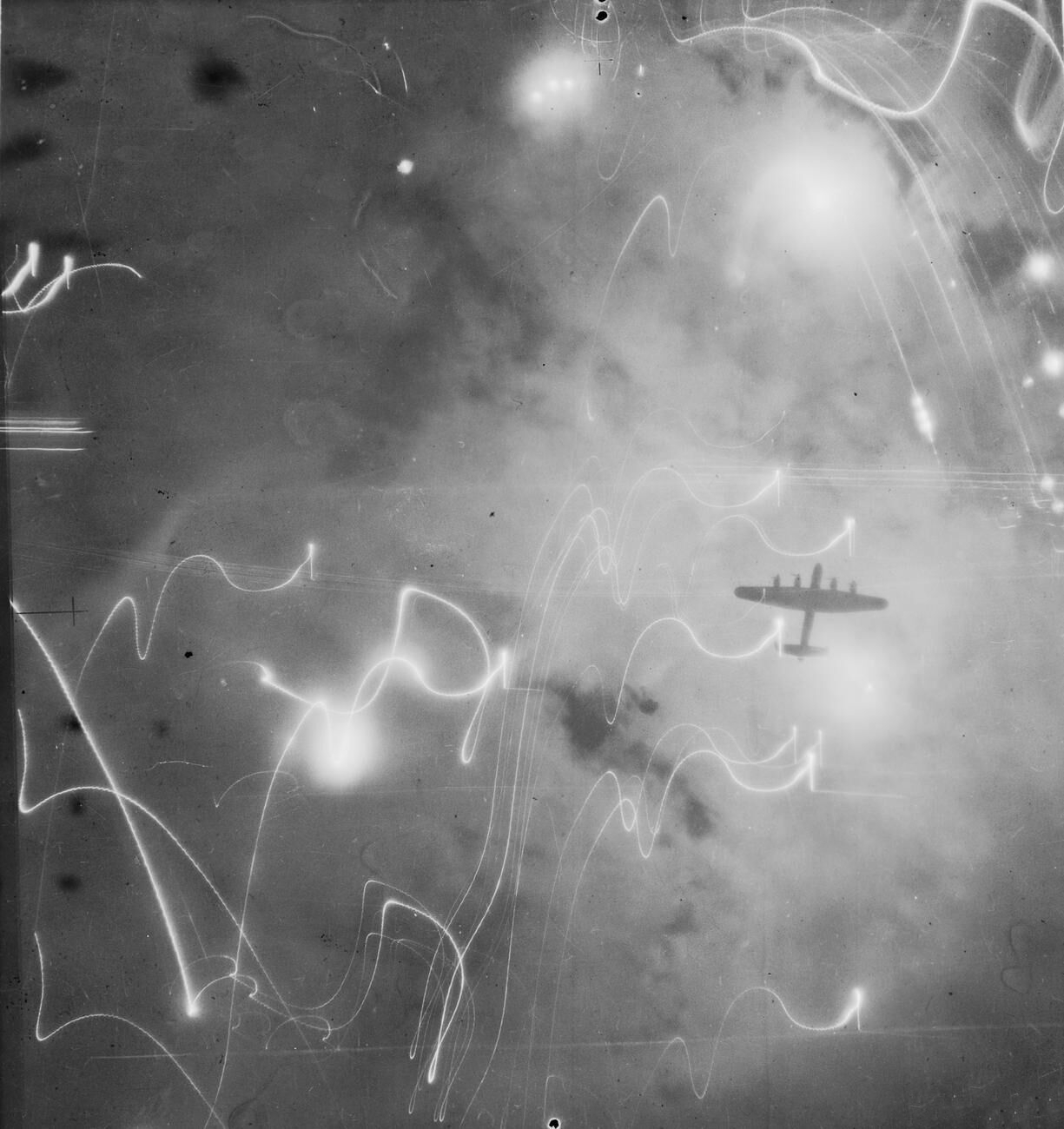
Bombardeos aliado sobre Alemania

El avance aliado se precipitó, mientras que simultáneamente los soviéticos atacaban a los alemanes por el oriente. En abril de 1945, las tropas llegan a Alemania, pero para esas altura, las ciudades alemanas ya se encontraban destruidas por la cadena de bombardeos del Reino Unido y los Estados Unidos.

## Los bombardeos sobre Alemania

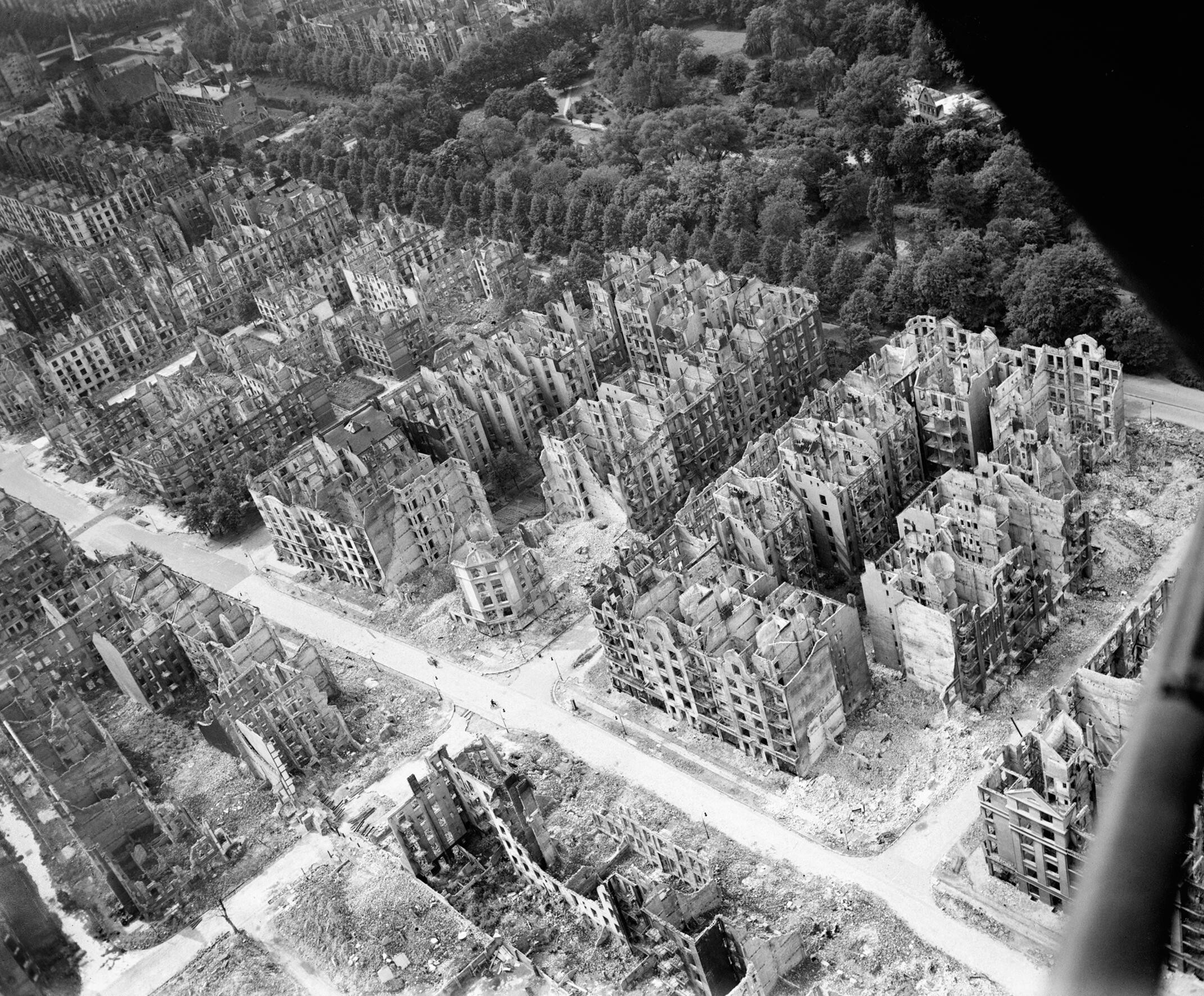
Hamburgo tras un bombardeo en 1943.

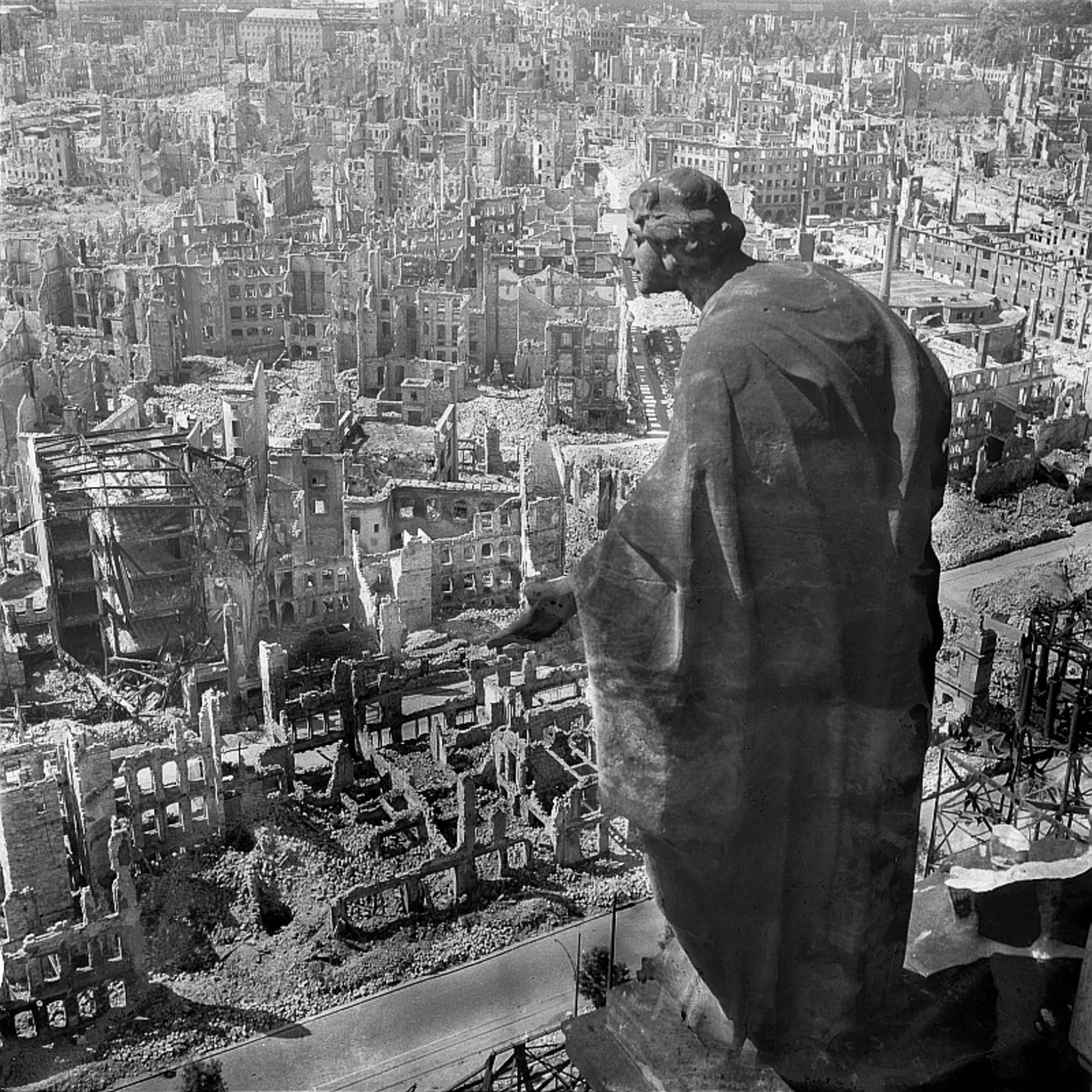
Dresde tras el bombardeo.

El Reino Unido había propuesto los bombardeos sobre Alemania en 1941, pero los ataques aéreos se efectuaron a partir de 1942. El primer bombardeo masivo sobre territorio alemán fue en la ciudad de Essen, que quedó devastada, seguida por la medieval localidad de Colonia, que quedó aún más dañada. En los siguientes años, los bombardeos siguieron sistemáticamente por las demás ciudades alemanas, como Duisburg, Düsseldorf, Brunswick, Lübeck, Rostock, Bremen, Kiel, Hannover, Fráncfort del Meno, Mannheim, Stuttgart, y Schweinfurt, en donde los bombardeos mataron a miles de personas, además de dejar a muchas edificaciones completamente destruidas. En tanto, la ciudad de Wesel fue destruida casi en totalidad y su población se redujo de 25 000 personas a tan solo 2000. 

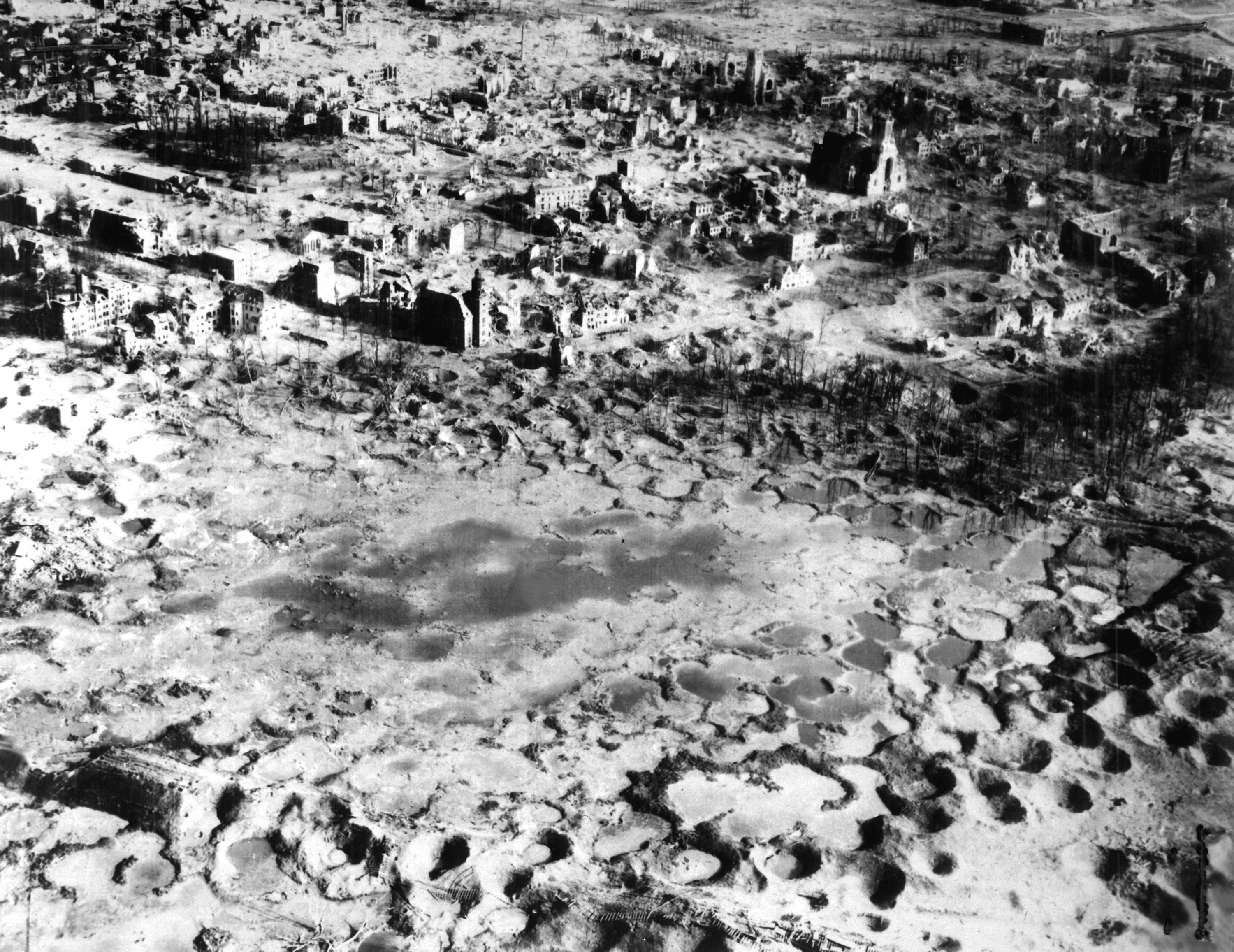
El centro de Wesel tras ser bombardeado, el 97 % del centro fue destruido.

Los británicos, junto a los estadounidenses, realizaron bombardeos masivos muy potentes en algunas ciudades. El ejemplo más extremo es el ataque sobre Hamburgo, la segunda ciudad más importante de Alemania después de Berlín. Los aliados iniciaron devastadores bombardeos en 1943 en la llamada Operación Gomorra. Los ataques se mantuvieron constantemente y para 1945, Hamburgo se convirtió en la ciudad más devastada de la guerra en territorio alemán, quedando 75 % destruida y con un total de 35 000 muertos. 
Otro caso extremo y destructivo es el del Bombardeo de Dresde, en febrero de 1945. Dresde, apodada la Florencia del Elba, era una de las ciudades más hermosas de Europa, pero el Reino Unido y Estados Unidos la destruyeron lanzando un infierno de fósforo en el cual incendiaron la ciudad. Unas 25 000 personas se quemaron vivas y la ciudad siguió ardiendo por siete días. Dresde quedó 70 % destruida y su devastación ha sido un símbolo de la destrucción de la guerra contemporánea.
Los bombardeos se mantuvieron hasta la rendición de Alemania en mayo de 1945.